# Tinearia lativentris
Tinearia lativentris är en tvåvingeart som först beskrevs av Berdén 1952.  Tinearia lativentris ingår i släktet Tinearia, och familjen fjärilsmyggor. Arten är reproducerande i Sverige.